# 1978-as Formula–1 kanadai nagydíj
A kanadai nagydíj volt az 1978-as Formula–1 világbajnokság tizenhatodik futama.

## Futam
| Helyezés | #  | Versenyző             | Csapat/Motor       | Körök | Idő/Kiesés oka    | Rajthely | Pontszám |
| -------- | -- | --------------------- | ------------------ | ----- | ----------------- | -------- | -------- |
| 1        | 12 | Gilles Villeneuve     | Ferrari            | 70    | 1:57:49,196       | 3        | 9        |
| 2        | 20 | Jody Scheckter        | Wolf-Ford          | 70    | +13,372           | 2        | 6        |
| 3        | 11 | Carlos Reutemann      | Ferrari            | 70    | +19,408           | 11       | 4        |
| 4        | 35 | Riccardo Patrese      | Arrows-Ford        | 70    | +24,667           | 12       | 3        |
| 5        | 4  | Patrick Depailler     | Tyrrell-Ford       | 70    | +28,558           | 13       | 2        |
| 6        | 22 | Derek Daly            | Ensign-Ford        | 70    | +54,476           | 15       | 1        |
| 7        | 3  | Didier Pironi         | Tyrrell-Ford       | 70    | +1:21,250         | 18       |          |
| 8        | 8  | Patrick Tambay        | McLaren-Ford       | 70    | +1:26,560         | 17       |          |
| 9        | 27 | Alan Jones            | Williams-Ford      | 70    | +1:28,942         | 5        |          |
| 10       | 5  | Mario Andretti        | Lotus-Ford         | 69    | +1 kör            | 9        |          |
| 11       | 66 | Nelson Piquet         | Brabham-Alfa Romeo | 69    | +1 kör            | 14       |          |
| 12       | 15 | Jean-Pierre Jabouille | Renault            | 65    | +5 kör            | 22       |          |
| HN       | 10 | Keke Rosberg          | ATS-Ford           | 58    | +12 kör           | 21       |          |
| Kiesett  | 26 | Jacques Laffite       | Ligier-Matra       | 52    | Váltóhiba         | 10       |          |
| Kiesett  | 7  | James Hunt            | McLaren-Ford       | 51    | Kicsúszás         | 19       |          |
| Kiesett  | 55 | Jean-Pierre Jarier    | Lotus-Ford         | 49    | Olajfolyás        | 1        |          |
| Kiesett  | 31 | René Arnoux           | Surtees-Ford       | 37    | Motorhiba         | 16       |          |
| Kiesett  | 21 | Bobby Rahal           | Wolf-Ford          | 16    | Üzemanyagrendszer | 20       |          |
| Kiesett  | 2  | John Watson           | Brabham-Alfa Romeo | 8     | Baleset           | 4        |          |
| Kiesett  | 1  | Niki Lauda            | Brabham-Alfa Romeo | 5     | Fékek             | 7        |          |
| Kiesett  | 16 | Hans-Joachim Stuck    | Shadow-Ford        | 1     | Baleset           | 8        |          |
| Kiesett  | 14 | Emerson Fittipaldi    | Fittipaldi-Ford    | 0     | Baleset           | 6        |          |
| NK       | 17 | Clay Regazzoni        | Shadow-Ford        |       |                   |          |          |
| NK       | 19 | Beppe Gabbiani        | Surtees-Ford       |       |                   |          |          |
| NK       | 37 | Arturo Merzario       | Merzario-Ford      |       |                   |          |          |
| NK       | 25 | Héctor Rebaque        | Lotus-Ford         |       |                   |          |          |
| NeK      | 36 | Rolf Stommelen        | Arrows-Ford        |       |                   |          |          |
| NeK      | 9  | Michael Bleekemolen   | ATS-Ford           |       |                   |          |          |

## A világbajnokság végeredménye
| H   | Versenyzők         | Pont | H   | Konstruktőrök      | Pont |
| --- | ------------------ | ---- | --- | ------------------ | ---- |
| 1.  | Mario Andretti     | 64   | 1.  | Lotus-Ford         | 86   |
| 2.  | Ronnie Peterson    | 51   | 2.  | Ferrari            | 58   |
| 3.  | Carlos Reutemann   | 48   | 3.  | Brabham-Alfa Romeo | 53   |
| 4.  | Niki Lauda         | 44   | 4.  | Tyrrell-Ford       | 38   |
| 5.  | Patrick Depailler  | 34   | 5.  | Wolf-Ford          | 24   |
| 6.  | John Watson        | 25   | 6.  | Ligier-Matra       | 19   |
| 7.  | Jody Scheckter     | 24   | 7.  | Fittipaldi-Ford    | 17   |
| 8.  | Jacques Laffite    | 19   | 8.  | McLaren-Ford       | 15   |
| 9.  | Gilles Villeneuve  | 17   | 9.  | Williams-Ford      | 11   |
| 10. | Emerson Fittipaldi | 17   | 10. | Arrows-Ford        | 11   |

(A teljes lista)

## Statisztikák
Vezető helyen:
- Jean-Pierre Jarier: 49 (1-49)
- Gilles Villeneuve: 21 (50-70)

Gilles Villeneuve 1. győzelme, Jean-Pierre Jarier 3. pole-pozíciója, Alan Jones 4. leggyorsabb köre.
- Ferrari 73. győzelme.

Carlos Reutemann 100. nagydíja, Rolf Stommelen utolsó versenye.